# Prospekt Litiejny

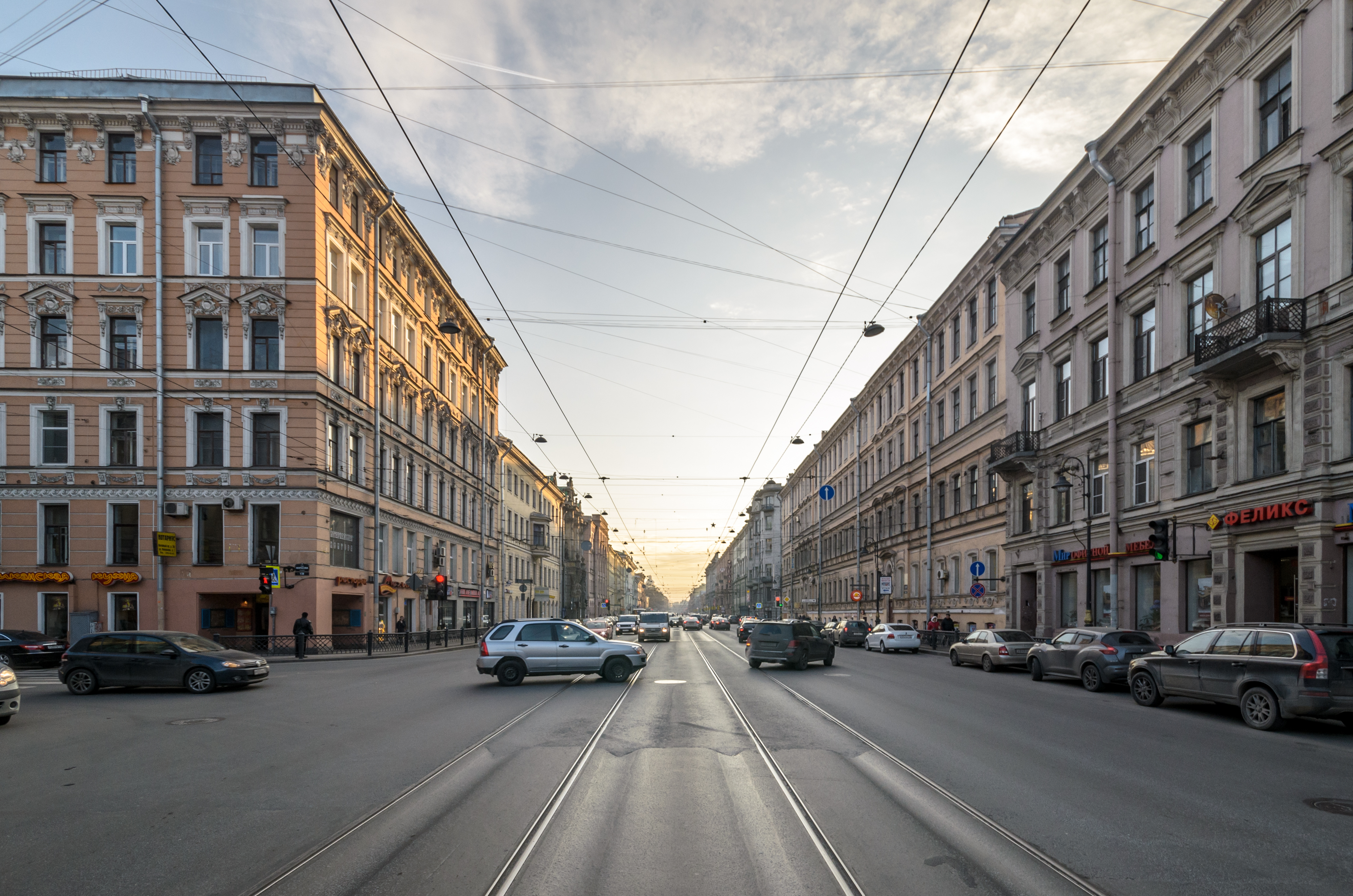

Prospekt Litiejny (ros. Литейный проспект, Litiejnyj prospiekt) – jedna z głównych ulic w rejonie centralnym Petersburga, biegnąca od Mostu Litiejnego do Newskiego Prospektu. Jego kontynuacją po przeciwległej stronie Newskiego Prospektu jest prospekt Włodzimierski. 

## Historia
Początek rozwojowi ulicy dało wzniesienie w 1711 r. na lewym brzegu Newy Litiejnego Dworu - kompleksu zakładów, gdzie odlewano działa i produkowano broń, działały kuźnie, pracownie tokarzy i ślusarzy. W sąsiedztwie pracowni zbudowano domy dla pracujących w nich ludzi. W tej części rozwijającego się miasta usytuowano także koszary Pułku Prieobrażeńskiego oraz pałace carewicza Aleksego i księżniczki Natalii, siostry Piotra I. W związku z wzniesieniem tych obiektów konieczne stało się wytyczenie drogi prowadzącej od brzegu Newy do głównego miejskiego traktu, nazwanego potem Newskim Prospektem. Natomiast nazwę Prospektu Litiejnego droga ta przybrała ok. 1738-1739 r.. Do I poł. XIX w. nazwa ta dotyczyła drogi biegnącej aż do Prospektu Zagorodnego; następnie odcinek prospektu na południe od Newskiego Prospektu zaczęła funkcjonować jako Prospekt Włodzimierski.  
Od 1740 r. przy prospekcie wznoszono już tylko murowane domy.  

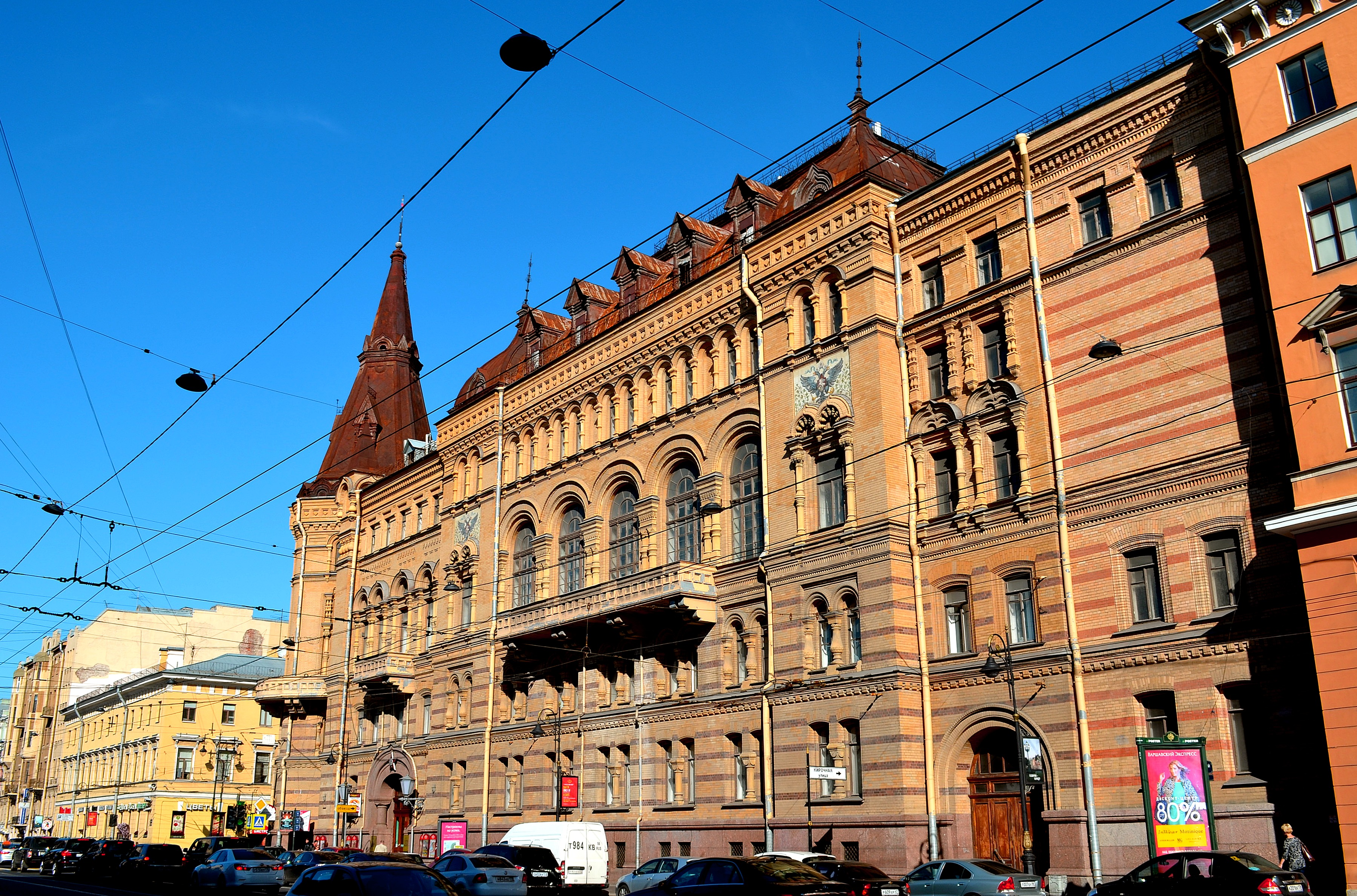
Dom Oficerów (nr 20)

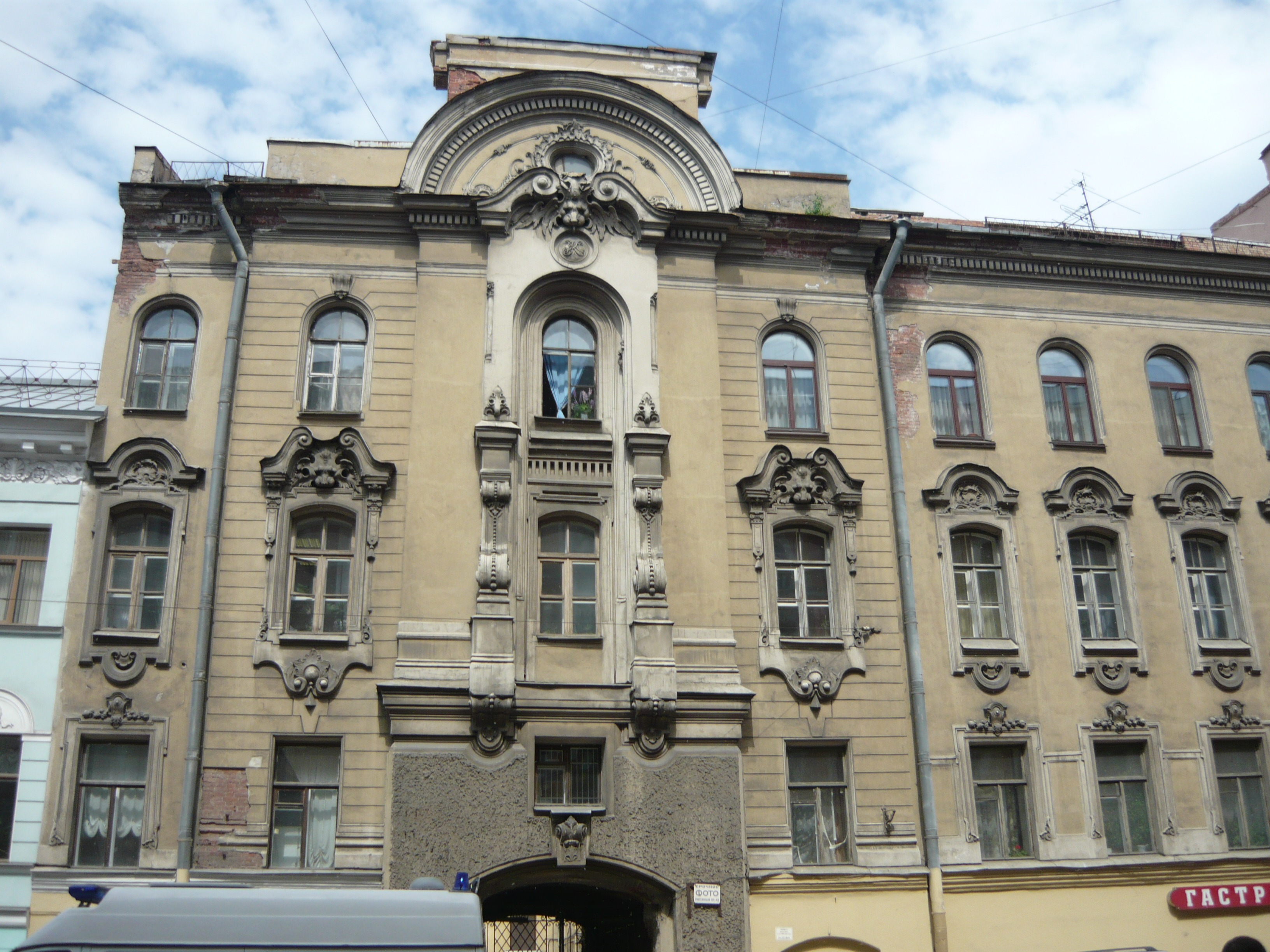
Budynek z mieszkaniem-muzeum Nikołaja Niekrasowa (nr 36)

Zabudowa ulicy ukształtowała się ostatecznie między II poł. XIX w. a latami 30. XX w. W 1879 r. oddano do użytku Most Litiejny, łączący lewy brzeg Newy i Prospekt Litiejny z Dzielnicą Wyborską. W czasie tzw. krwawej niedzieli w 1905 r. ulicą szedł jeden z robotniczych pochodów zmierzających do Pałacu Zimowego. Na Prospekcie Litiejnym demonstrowano również w czasie rewolucji lutowej i kryzysu lipcowego w 1917 r. Podczas tego ostatniego wydarzenia na rogu Prospektu Litiejnego i Prospektu Newskiego doszło do strzelaniny między wojskami lojalnymi wobec Rządu Tymczasowego a marynarzami z Kronsztadu, popierającymi bolszewików. 
W latach 1918–1944 nosił nazwę Prospektu Wołodarskiego na cześć rewolucjonisty W. Wołodarskiego. Część budynków przy ulicy została uszkodzona wskutek ostrzału Leningradu w czasie blokady.

### Znaczące i historyczne obiekty[3]
- cerkiew Świętych Symeona i Anny (1731-1734), położona między Prospektem Litiejnym a ul. Mochową,

- Szpital Maryjski (1803-1805)
- willa Zinaidy Jusupowej[5] (1852-1858) pod nr 42
- dom Szeremetjewa (1870) pod nr 51
- Dom Oficerów (1895-1898) pod nr 20, róg ul. Kirocznej
- Nowy Pasaż (1911-1913) pod nr 57
- "Wielki Dom" (lata 30. XX wieku) - siedziba najpierw leningradzkiego oddziału NKWD[6], następnie KGB i FSB obwodu leningradzkiego
- dom-muzeum Nikołaja Niekrasowa, dawna redakcja pism Sowriemiennik i Otieczestwiennyje zapiski pod nr 36/2